# سیوا
سیوا (انگلیسی: Ceva) شرکت الکترونیک آمریکایی است، که در سال ۲۰۰۲ تأسیس شد.